# جاسم النعار
جاسم فؤاد جاسم النعار (ولد في 5 أكتوبر 1997 في المنامة، البحرين) لاعب كرة قدم بحريني يلعب حاليا لصالح نادي الدرجة الأولى الرفاع الشرقي البحريني في مركز حارس المرمى من 2016.